# Coccomyces dentatus
Coccomyces dentatus é uma espécie de fungo da família Rhytismataceae. Amplamente distribuída, especialmente em regiões temperadas, ela coloniza folhas mortas de plantas vasculares, principalmente carvalhos e castanheiras. Seus apotécios, formados na camada epidérmica da folha hospedeira, assemelham-se a manchas hexagonais escuras dispostas em um padrão de mosaico multicolorido, delimitado por linhas pretas finas. Quando maduros, os apotécios abrem-se por abas triangulares para liberar esporos. A forma anamórfica de C. dentatus é Tricladiopsis flagelliformis. Espécies semelhantes podem ser diferenciadas pelo formato dos apotécios ou por características microscópicas.

## Taxonomia
A espécie foi descrita cientificamente pela primeira vez como Phacidium dentatum por Johann Karl Schmidt em 1817. O botânico italiano Giuseppe De Notaris [en] transferiu-a para o gênero Lophodermium em 1847. Em 1877, Pier Andrea Saccardo a reclassificou para o gênero Coccomyces, atribuindo-lhe o nome atual. A variedade C. dentatus var. hexagonus, descrita por Otto Penzig e Saccardo em 1901, a partir de Java Ocidental, Indonésia, é ocasionalmente usada para as coleções do oeste dos Estados Unidos com apotécios grandes e hexagonais. Contudo, seu status é incerto, pois o holótipo de Saccardo não está mais no herbário da Universidade de Pádua, e a coleção de Penzig foi destruída durante a Segunda Guerra Mundial. A forma C. dentatus f. lauri foi descrita por Heinrich Rehm em 1901, em uma coleta encontrada em uma espécie de Lauraceae no Rio Grande do Sul, Brasil. Segundo a botânica inglesa Martha Sherwood, que revisou o gênero Coccomyces em 1980, essa forma é indistinguível do tipo principal e deve ser considerada sinônima.
Um autor considerou C. dentatus como sinônimo de Coccomyces coronatus, embora autores posteriores os tenham tratado como espécies distintas. Em 1923, Carlos Luigi Spegazzini relatou, de forma provisória, a presença de C. dentatus em folhas caídas de Nothofagus na Terra do Fogo, América do Sul; posteriormente, essa espécie foi identificada como uma espécie distinta, C. australis.
Em 1982, Enrique Descals descreveu o hifomiceto aquático Tricladiopsis flagelliformis, encontrado em folhas submersas na margem do  Windermere, em Cúmbria, Inglaterra, que ele atribuiu provisoriamente como o estado anamorfo de Coccomyces dentatus. O epíteto específico flagelliformis (do latim flagellum, "chicote", e forma, "forma") refere-se à aparência "semelhante a um chicote" dos conídios.

## Descrição
Os apotécios de Coccomyces dentatus estão distribuídas em manchas descoloridas delimitadas por linhas pretas dentro da camada celular externa da folha (intraepidérmica). Essas linhas pretas, conhecidas como "linhas de zona", resultam de interações antagônicas entre indivíduos de diferentes genótipos que colonizam a superfície da folha. Os apotécios geralmente são acompanhados por picnídios, estruturas de reprodução assexuada, com 0,5–1,0 mm de diâmetro. Os apotécios são pretos, brilhantes e possuem de quatro a seis lados, com um padrão de sulcos em forma de estrela formados por células de cor mais clara. Quando os esporos estão maduros, abrem-se (deiscência) por "dentes" triangulares, expondo o himênio amarelo-opaco, a superfície produtora de esporos.
A camada que cobre os apotécios tem cerca de 30 μm de espessura e é composta por células carbonizadas, com 5–6 μm de diâmetro. Na base dos apotécios, há um tecido de suporte carbonizado com cerca de 5 μm de espessura. As paráfises, células filamentosas estéreis, são não ramificadas, filiformes, alargam-se gradualmente até 2,0 μm na ponta e possuem conteúdo granular. Os ascos, células produtoras de esporos, são cilíndricos a claviformes, com pedúnculo curto, medindo 70–105 por 8–10 μm, e cada asco contém oito esporos. Os esporos, com 45–65 por 3,0 μm, possuem uma bainha fina, mas distinta, e não apresentam septos (divisões internas). Os picnídios, que aparecem antes da maturação dos apotécios, são intraepidermais, lenticulares em seção transversal, com 0,1–0,3 mm de diâmetro, cobertos por uma camada de células marrom-escuras. As fiálides, dispostas em uma camada basal e sustentadas por conidióforos curtos, são delgadas, subuladas, sem colarete, medindo 5–10 por 2–2,5 μm. Os conídios são incolores, em forma de bastão, sem septos, com dimensões de 4–5 por 1,0 μm.
A forma anamórfica putativa de C. dentatus é descrita como Tricladiopsis flagelliformis. Quando cultivada em ágar malte a 2% em condições padrão, forma colônias com centro preto e taxa de crescimento de 7 cm por semana. Os conídios produzidos são finos, curvados, com formato de chicote, possuem 13–20 septos, medem 65–135 por 2–3,5 μm e geralmente apresentam um único ramo (com cerca de 45 μm de comprimento) que surge antes da liberação das células.
Apenas algumas espécies de Rhytismatales possuem anamorfos que não funcionam como espermácios (células não móveis que atuam como gametas masculinos). Coccomyces dentatus é uma das duas únicas espécies conhecidas por possuírem estados espermático e não espermático (a outra é Ascodichaena rugosa).

### Espécies semelhantes
A espécie é frequentemente confundida com Coccomyces coronatus, que possui paráfises infladas, ascos e esporos mais longos, apotécios de formato menos regular e raramente ocorre em folhas de árvores perenes. Prefere folhas bem decompostas e é encontrada principalmente no norte da Europa e leste da América do Norte. C. tumidus apresenta aparência semelhante, mas pode ser distinguido no campo por apotécios arredondados a elipsoides. C. australis possui paráfises circinadas (enroladas com a ponta no centro) em vez de filiformes, ascos maiores e esporos um pouco maiores (150–180 por 14–16,5 μm e 60–75 por 2,5–3 μm, respectivamente). Outra espécie semelhante, Coccomyces kinabaluensis, encontrada no estado de Sabah, Malásia, é morfologicamente próxima de C. dentatus. No entanto, pode ser diferenciada por ascocarpos de três a quatro lados, esporos com um único septo e ascos mais longos e largos, medindo 110–135 por 10–14 μm.

## Habitat e distribuição
Coccomyces dentatus é uma espécie saprófita, crescendo em folhas mortas de uma ampla variedade de angiospermas. É frequentemente encontrada em membros das famílias Ericaceae e Fagaceae, como carvalhos (Quercus rubra, Q. alba e Q. virginiana) e castanheiras, além de Castanea sativa no Chile. Outros substratos comuns incluem folhas de árvores dos gêneros Rhododendron, Lithocarpus, Berberis, Arbutus, Gaultheria e Myrica.
Amplamente distribuída e comum, a espécie ocorre predominantemente em áreas temperadas quentes. Foi registrado na África (Tunísia), Europa e Américas. Na parte norte de sua distribuição, aparece no verão e outono, mas em áreas subtropicais pode ser encontrado durante todo o ano. Devido à sua ampla distribuição geográfica, abundância e visibilidade, Coccomyces dentatus é a espécie mais frequentemente coletada do gênero Coccomyces.